# Can Julià (Cànoves i Samalús)
Can Julià és una casa de Cànoves i Samalús (Vallès Oriental) inclosa a l'Inventari del Patrimoni Arquitectònic de Catalunya.

## Descripció
És un edifici aïllat de planta rectangular, orientat de cara a migdia. Consta de planta baixa i pis, format per tres crugies paral·leles. Al centre de la façana hi ha un portal adovellat de mig punt i al seu damunt una finestra de pedra rectangular, amb un guardapols que té la inscripció en relleu «JAUME JULIA 1578». Està coberta amb teulada a doble vessant. Té un cos afegit que té planta baixa i dos pisos d'alçada; té en una finestra la inscripció gravada de l'any 1592.

## Història
En el fogatge de 1553 està documentat Andreu Julià que consta plegat amb la seva viuda Bosquina. La construcció de la casa cal situar-la dintre d'aquest mateix segle xvi, tal com ho indiquen les dues dates gravades a les llindes. El cos principal està datat l'any 1578 i l'afegit és una mica posterior, del 1592. La casa no ha sofert gaires modificacions.